# 四重の福音

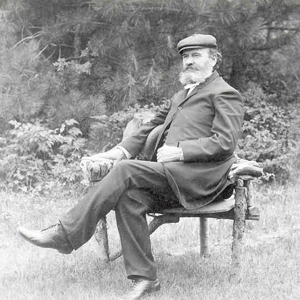
A. B.シンプソン　（1843-1919）

四重の福音（しじゅうのふくいん、英語：The FourFold Gospel）とは、新生・聖化・神癒・再臨からなる信仰の強調点。キリスト教に含まれる中でこれを強調しない立場も存在する。
スコットランド長老教会の家系に生まれ、長老派の牧師となったアルバート・ベンジャミン・シンプソンが提唱した。
シカゴのムーディー聖書学院に学んだ中田重治は、四重の福音をホーリネスの信仰として受け入れ、ホーリネス・リバイバルに結びついていった。
日本福音連盟の『聖歌』の裏扉に、この根拠聖句が書かれてある。

## 福音
救い主　Jesus as Savior
新生。ヨハネによる福音書3章3節、5節から。
聖め主　　Sanctifier
聖化。ヨハネによる福音書17章17節、ヘブル書12章14節。第一ペテロ1章15節16節から。
癒し主　　Healer
神癒。出エジプト記15章26節、イザヤ書53章4節、ヤコブ書5章15節から。
再臨の王　Coming King
再臨。第一テサロニケ4章16節17節、黙示録22章20節から。